# 7COLORS (浜尾京介のアルバム)
『7COLORS』（セブン・カラーズ、KYOUSUKE HAMAO：SEVEN COLORS）は、浜尾京介のファースト・アルバムである。2011年5月25日にノベルサウンズより発売された。

## 概要
浜尾京介のニューシングル「SHINE」との同時リリース。浜尾京介の初のアルバム。音楽プロデュースは有名なインディーズレーベル・Novel Sounds。

## 収録曲
1. 始まる朝 [3:39]
原曲：LITTLE PHRASE
2. Beyond [4:15]
原曲：matryoshka
3. Big Bright Sky [3:34]
原曲：HEADPHONES REMOTE
4. Awake [4:00]
原曲：HEADPHONES REMOTE
5. 共犯者 [3:36]
原曲：SUE
6. Extra Name [3:03]
原曲：play of colour
7. My Funeral Rehearsal [4:35]
原曲：matryoshka

## 関連リンク
7COLORS公式サイト